# Гватемальське песо
Гватемальське песо (ісп. Peso guatemalteco) — грошова одиниця Гватемали в 1859-1925.

## Історія
У колоніальний період в обігу перебували іспанські континентальні та колоніальні монети. Грошовий одиницею був реал. З 1824 в обігу використовувалися також монети Сполучених Провінцій Центральної Америки, в 1829 карбувалися провінційні монети.
Після виходу в 1839 зі складу Центральноамериканської Федерації змін у грошовому обігу не відбулося, продовжували використовуватися іспанські, іспано-американські, мексиканські монети та монети Федерації.
У 1851 законним платіжним засобом оголошено фунт стерлінгів, долар США, французький франк, коста-ріканське песо, чилійське песо.
У 1859, вперше в Америці, розпочато карбування монет із зазначенням номіналу в «песо». Срібне песо дорівнювало 8 реалам.
У 1869-1870 випускалася срібна монета в 25 сентімо, а в 1871 випущена бронзова монета в 1 сентаво, але основну масу монет в обігу продовжували складати монети в реалах та їх частках.
У 1864 розпочато випуск приватних банків, що розмінювалися на срібло: Сільськогосподарського іпотечного банку, Американського банку Гватемали, Колумбійського банку, Комерційного банку Гватемали та ін.
У 1881 замість срібного монометалізму введено біметалізм, розпочато регулярне карбування монет у сентаво, проте до 1912 тривало і карбування монет у реалах. Національне казначейство розпочало випуск банкнот, в обігу продовжували використовуватися і банкноти приватних банків.
У 1925 введена нова грошова одиниця - кетсаль. Обмін песо, що знецінилися, на кетсалі проводився 60:1.